# Sexy 8 Beat
SEXY 8 BEAT es el 8.º álbum de estudio del grupo Idol de J-pop Morning Musume. Es el álbum con el que debuta la integrante de la 8.ª generación Aika Mitsui y el último de Hitomi Yoshizawa como líder, así como también el último de Miki Fujimoto como sub-líder.
Fue lanzado el 21 de marzo del 2007.
El álbum contiene 4 singles: "Aruiteru" (también aparece en el EP 7.5 Fuyu Fuyu Morning Musume Mini! en diciembre de 2006), "Egao Yes Nude", "Sexy Boy: Soyokaze ni Yorisotte" y "Ambitious! Yashinteki de Ii Jan". También, como fue el caso del álbum "Rainbow 7" y "7.5 Fuyu Fuyu...", se incluyen canciones interpretadas por diferentes integrantes del grupo, incluyendo una canción interpretada por Hitomi Yoshizawa y la pareja de Sayumi Michishige y Koharu Kusumi como sus alter-egos "Shige-pinku" y "Koha-pinku" (su primera canción incluida en el álbum "Rainbow 7").

## Canciones
Todas las canciones escritas y compuestas por Tsunku. 
| SEXY 8 BEAT | |          |  |
| N.º         | Título | Duración |  |
| 1.          | «Genki+» (元気＋)                                                                                                  | 04:55    |  |
| 2.          | «Aruiteru» (歩いてる)                                                                                              | 05:42    |  |
| 3.          | «Mirai no Tayō» (未来の太陽)                                                                                       | 04:39    |  |
| 4.          | «Egao Yes Nude» (笑顔Yesヌード (Album Mix))                                                                        | 04:08    |  |
| 5.          | «Haru Beautiful Everyday» (春 ビューティフル エブリディ cantada por Eri Kamei y Aika Mitsui)                       | 04:23    |  |
| 6.          | «Sexy Boy (Soyokaze ni Yorisotte)» (SEXY BOY 〜そよ風に寄り添って〜)                                               | 04:13    |  |
| 7.          | «Ambitious! Yashinteki de Ii Jan» (Ambitious！野心的でいいじゃん)                                                  | 04:12    |  |
| 8.          | «Sono Deai no Tame ni» (その出会いのために cantada por Hitomi Yoshizawa con Morning Musume)                        | 04:11    |  |
| 9.          | «Shanimuni Paradise» (シャニムニ パラダイス cantada por Ai Takahashi, Miki Fujimoto, Risa Niigaki, y Reina Tanaka) | 04:59    |  |
| 10.         | «Takara no Hako» (宝の箱 cantada por Sayumi Michishige y Koharu Kusumi)                                            | 04:18    |  |
| 11.         | «Be Positive!» (BE ポジティブ!)                                                                                    | 04:34    |  |

## Ranking Oricon y ventas
| Lun | Mar | Miér | Jue | Vie | Sab | Dom | Ranking Semanal | Ventas |
| --- | --- | ---- | --- | --- | --- | --- | --------------- | ------ |
| -   | 3   | 6    | 12  | 12  | 16  | 24  | 7               | 24 638 |
| 23  | 37  | 47   | -   | -   | -   | -   | 52              | 3954   |
| -   | -   | -    | -   | -   | -   | -   | 100             | 1626   |
| -   | -   | -    | -   | -   | -   | -   | 159             | 945    |
| -   | -   | -    | -   | -   | -   | -   | 249             | 656    |

Total de ventas: 31 819*